# Вила Бартоломеа
Вѝла Бартоломѐа (на италиански: Villa Bartolomea; на венециански: Vila, Вила) е градче и община в Северна Италия, провинция Верона, регион Венето. Разположено е на 14 m надморска височина. Населението на общината е 5841 души (към 2015 г.).